# All My Relations
All My Relations er en amerikansk animationsfilm fra 1990 af Joanna Priestley.